# Кровь за кровь (альбом)
«Кровь за кровь» — пятый студийный альбом группы «Ария», один из трёх альбомов, записанных группой в «классическом» составе (Кипелов/Маврин/Холстинин/Дубинин/Манякин). Традиционно считается самым «концептуальным» из всей дискографии группы — все песни (за исключением лирической баллады «Всё, что было») посвящены тематике сверхъестественного. Впервые за несколько лет группа использовала клавишные инструменты при записи альбома.
В 2016 году группа «Ария» провела концертный тур «Кровь за кровь 25 лет» в честь юбилея альбома. Концертное видео было записано 30 июля 2016 года в Зелёном театре парка им. Горького (Москва) на фестивале «AriaFest».

## Описание
Альбом, несмотря на отсутствие чёткой концепции, характеризуется общей тематикой лирики: мистика, взаимоотношения человека с высшими и потусторонними силами. Песня «Кровь за кровь» отсылает к Евангелию и к «Мастеру и Маргарите» Булгакова, «Антихрист» — к откровениям Иоанна Богослова и серии фильмов «Омен», «Прощай, Норфолк» — к загадочному исчезновению батальона Королевского Норфолкского полка в Галлиполи. «Зомби», «Бесы» и «Следуй за мной!» также посвящены мистике.
Первоначально у песни «Зомби» был другой текст — о виртуальном Докторе Хэви, всегда приходящем на помощь молодому любителю хорошего металла. В припеве звучал призыв «На фиг!», который, по опасениям «арийцев», фанаты могли переиначить на более грубый лад. В результате Пушкиной был написан текст, в основу которого было положено венгерское поверье: если убийца подойдёт к своей жертве (скажем, на похоронах), то из ран убитого вновь польётся кровь. Легенда эта была запечатлена на одной картине в галерее Будапешта, где Маргарита Анатольевна жила в детстве. Там была изображена девушка, в страхе убегавшая от гроба жениха, поскольку на саване проступила кровь.
Песня «Не хочешь — не верь мне» является своеобразным продолжением песни «Герой асфальта», рассказывая об ощущениях погибшего в аварии. В сборнике «Metal from Russia» в 1993 году, а также впоследствии в сборнике «Штиль» в 2002 году была выпущена «You’d Better Believe Me» — английская версия песни с текстом, объединяющим события в единый сюжет.
Песню «Антихрист», в которой показаны сложные взаимоотношения Христа и Антихриста, вскоре Валерий Кипелов перестал исполнять на концертах. По его словам, причиной стало постоянное скандирование фанатов одной из последних строчек — «Имя мне — Антихрист, знак мой — цифра 666», а самому Кипелову после этого стало неприятно от первого лица петь об этом, поскольку фанаты не поняли всю суть песни. Непосредственным поводом для отказа от исполнения стали несколько происшествий на концертах, случившихся по совпадению как раз во время исполнения песни.
Песня «Ночь короче дня» была написана Виталием Дубининым в 1990 году и могла бы быть выпущена на «Кровь за кровь», но тогда её посчитали слабой. Позже в работе над композицией принял участие Владимир Холстинин; песня была основательно доработана, к ней был написан другой припев и она стала заглавной на следующем альбоме группы.
Альбом вышел 3 ноября 1991 года. Тираж грампластинки от компании Sintez Records составил лишь 40 тыс. экземпляров. Для сравнения предыдущий альбом «Игра с огнём» разошёлся в количестве 835 тыс. копий. Кроме того, это был последний альбом группы, вышедший на виниле. Первый тираж отличался от последующих синим цветом логотипа группы. У последовавших изданий, начиная с Moroz Records 1994 года, логотип группы стал огненно-красным. Со слов Владимира Холстинина, этот альбом является его самым любимым.

## Список композиций
Все тексты написаны Маргаритой Пушкиной.
| №  | Название                  | Музыка                              | Английское издание | Длительность |
| -- | ------------------------- | ----------------------------------- | ------------------ | ------------ |
| 1. | «Прощай, Норфолк!»        | Виталий Дубинин, Владимир Холстинин | Farewell Norfolk!  | 5:20         |
| 2. | «Зомби»                   | Дубинин, Холстинин                  | Zombie             | 4:30         |
| 3. | «Антихрист»               | Дубинин, Холстинин                  | Antichrist         | 5:04         |
| 4. | «Не хочешь — не верь мне» | Дубинин, Холстинин                  | Believe It or Not  | 4:02         |
| 5. | «Кровь за кровь»          | Дубинин, Холстинин                  | Blood for Blood    | 7:43         |
| 6. | «Бесы»                    | Дубинин, Сергей Маврин              | Demons             | 3:21         |
| 7. | «Всё, что было»           | Дубинин, Валерий Кипелов            | All That Was       | 5:14         |
| 8. | «Следуй за мной!»         | Кипелов                             | Follow Me!         | 4:42         |

## Участники записи
- Валерий Кипелов — вокал.
- Владимир Холстинин — гитара, синтезаторная гитара.
- Виталий Дубинин — бас-гитара, бэк-вокал.
- Сергей Маврин — гитара, акустическая гитара.
- Александр Манякин — ударные.
- Екатерина Болдышева — бэк-вокал (7).
- Продюсеры: Владимир Холстинин и Виталий Дубинин
- Запись студии МДМ
- Звукоинженеры — Иван Евдокимов и Сергей Рылеев
- Мастеринг — Стас Карякин
- Менеджер — Юрий Фишкин
- Художники — Василий Гаврилов и Александр Гаврилов
- Фотографы — Константин Пылаев и Надир Чанышев
- Компьютерный дизайн — Валентин Кудрявцев

## Клипы к альбому
1. «Всё, что было» (1991)

В рецензии на сборник клипов «Арии» «Все клипы» (2008) музыкальный критик Денис Ступников о клипе отметил: «Во всей видеографии группы верхом треша, сюрреализма и безвкусицы следует признать клип «Всё, что было». Очень хотелось бы выяснить имя режиссёра этого неповоротливого монстра, однако в буклете сборника клип оказался единственным, к которому не указано имени режиссёра (неужели человеку стало стыдно?!). Сюжет понять можно — страдающий герой в исполнении Кипелова пытается вернуть при помощи магических чар утраченную любимую. Но почему же для этого четки своей возлюбленной ему нужно окунать в невзрачное жестяное ведро с мутной водой? Подобными нелепицами ролик буквально кишит».